# 金山南路
金山南路，為臺北市的重要幹道之一，為南北向道路，共有二段。途經國立臺灣師範大學，往北可連接新生高架道路和新生北路。

## 行經行政區域
（由北至南）
- 中正區：（一段）
- 大安區：（二段）

## 分段
金山南路共分二段。

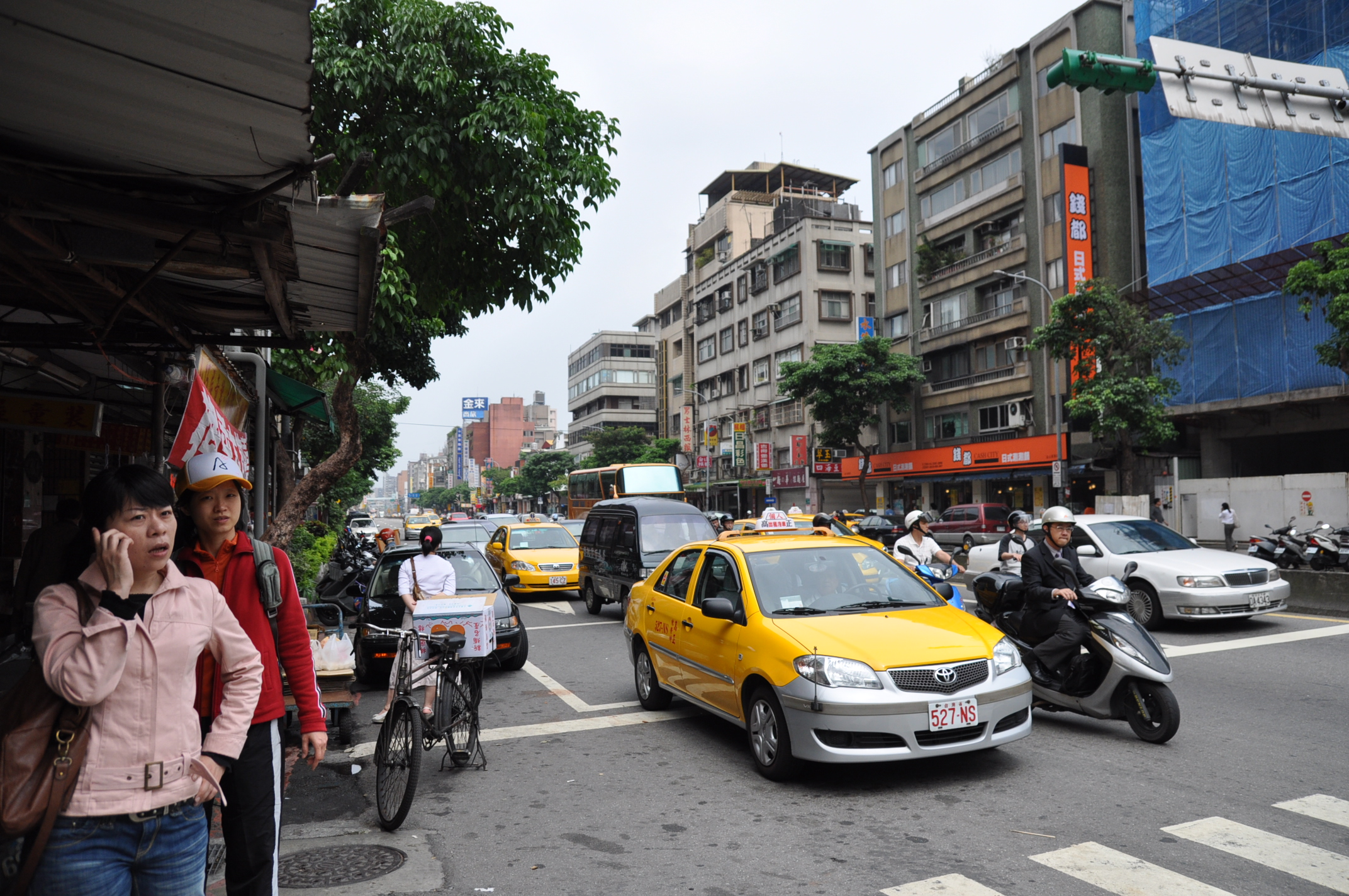
臺北市金山南路一段110巷巷口所見金山南路一段（攝影於2009年）

- 臺北市金山南路一段110巷巷口所見金山南路一段（攝影於2009年）一段：北於八德路與金山北路相接，南於信義路與金山南路二段相接。
- 二段：北於信義路與金山南路一段相接，南於和平東路相接。

## 沿線設施（由北至南）
| | |
| - 一段 - 臺北市社區心理衛生中心（5號） - 臺北書畫院（30巷12號） - 臺北市召會第一聚會所（72號） - 東門市場（信義路口） - 台北捷運東門站（2號出口） - 台北市公共自行車租賃系統捷運東門站（3號出口） | - 二段 - 台北監獄圍牆遺蹟（44巷） - 中華電信金山大樓、東門服務中心（52號） - 中華郵政金山大樓（55號） - 國立政治大學公共行政及企業管理教育中心（141巷7號） - 麥當勞叔叔之家慈善基金會（179號）（利用金山大廈閒置空間） - 法律扶助基金會（189號5樓） - 何創時書法藝術基金會（222號7樓之1） - 國立臺灣師範大學（和平東路口） |

## 道路設計

### 車道數
雙向各三車道，寬度為30米。

### 號碼
- 一段：單號1~165，雙號2~122。
- 二段：單號1~239，雙號2~232。